# Operación Tucán
La Operación Tucán fue una campaña de manipulación y desinformación desarrollada por la KGB/G2 dirigida contra el gobierno de Chile liderado por entonces por Augusto Pinochet, en particular contra la Dirección de Inteligencia Nacional (DINA). La operación consistía en manejar a activistas de derechos humanos para presionar a las Naciones Unidas y generar una prensa negativa para el régimen de Pinochet. La operación fue concebida por Yuri Andrópov y aprobada el 10 de agosto de 1976.

## Actividades
Como parte de la operación TOUCAN, el KGB falsificó una carta que vinculaba a la CIA con una supuesta campaña de asesinatos de la DINA chilena y muchos periodistas, incluido el columnista Jack Anderson del New York Times, utilizaron esta información en sus noticias como prueba de la participación de la CIA en las partes más negativas de la Operación Cóndor.
El KGB falsificó cartas de Manuel Contreras, director de la DINA, a Pinochet, que fueron aceptadas como auténticas por el periódico y otros importantes medios de comunicación de Occidente. Una de ellas incluía una carta "enviada" por Contreras a Pinochet en la que se detallaba un plan para neutralizar a los opositores que vivían en México, Argentina, Costa Rica, Francia, Italia y Estados Unidos.
Cuando la operación terminó, fue calificada como "particularmente exitosa para publicitar y exagerar las operaciones extranjeras de la DINA contra los exiliados chilenos de izquierda."